# Jakub V. Skotský
Jakub V. (10. dubna 1512 – 14. prosince 1542, Falklandský palác, Skotsko) byl sedmý skotský král z rodu Stuartovců; syn krále Jakuba IV. a anglické princezny Markéty Tudorovny, synovec anglického krále Jindřicha VIII., manžel Marie de Guise, otec francouzské a skotské královny Marie Stuartovny.

## Dětství
Jakubovi byl jen rok a půl, když se po smrti svého otce 9. září 1513 v bitvě u Floddenu stal skotským králem. 21. září 1513 byl korunován v Královské kapli hradu Stirling. Jeho regentkou se stala matka Markéta Tudorovna. Ta se o rok později, 6. srpna 1514, tajně vdala za Archibalda Douglase, 6. hraběte z Angusu, a tak přišla o svou funkci. Regentem se následně stal Jakub Stewart, vévoda z Albany, který vládl zemi spolu s Markétou a Angusem. Od roku 1525 držel Angus Jakuba tři roky ve vězení, aby na něm demonstroval svou moc, a Jakub se osvobodil až roku 1528, kdy převzal vládu země.

## Vláda
Když se Jakub ujal vlády, snažil se posilnit panovnickou moc. Zbavil se Anguse, který utekl do Anglie, a vypořádal se i s hraničními rebely a vládci Západních ostrovů (Vnější Hebridy). Zpřísnil kontrolu nad královskými statky a zvýšil své příjmy z justice, cel a feudálních práv. Ze svého bohatství financoval stavební práce na hradech Stirling, Falkland, Linlithgow a Holyrood.
Jakub V. netoleroval herezi a během jeho vlády byla popravena řada otevřených příznivců reformace. Nejznámějším z nich byl protestantský kazatel Patrick Hamilton, který byl roku 1528 upálen na hranici v St. Andrews.

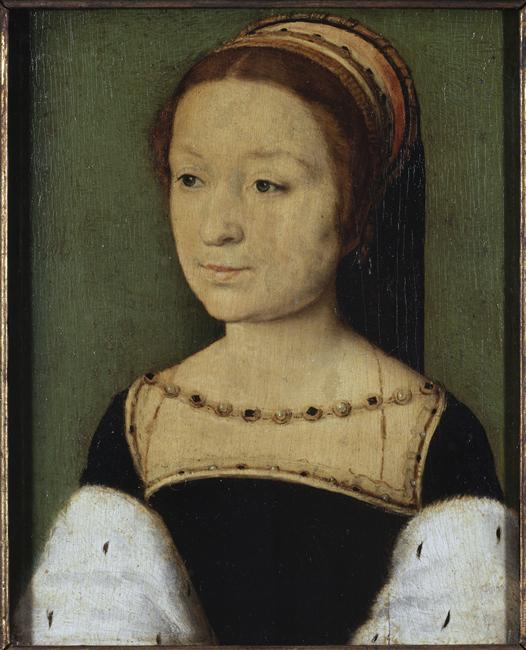
Magdalena z Valois

## Zahraniční politika, sňatek s Magdalenou z Valois
V zahraniční politice Jakub obnovil tzv. Starou alianci – spojenectví s Francií, které bylo katolicky orientované. Tím se postavil proti protestantské Anglii Jindřicha VIII. Jedním z kroků, které mu měly zajistit spojenectví s Francií, byl sňatek s princeznou Magdalenou z Valois, dcerou krále Františka I, se kterou se oženil 1. ledna 1537. Dívce však bylo sotva 16 let a měla křehké zdraví, proto se ji otec zdráhal pustit do drsného Skotska. Magdalena přišla na skotský královský dvůr až o pět měsíců později, ale už v červenci zemřela.
Jakub měl devět nemanželských dětí , které zaopatřil a udělil jim šlechtické tituly. Nejznámějšími byli Robert Stewart, 1. hrabě z Orknejí, Jan Stewart z Darnley a Jakub Stewart, 1. vévoda Moray. Král Jakub V. však zůstal bez legitimního dědice, a tak se opět vydal do Francie pro novou nevěstu, kterou se tentokrát stala 15. června 1538 vdova Marie de Guise.

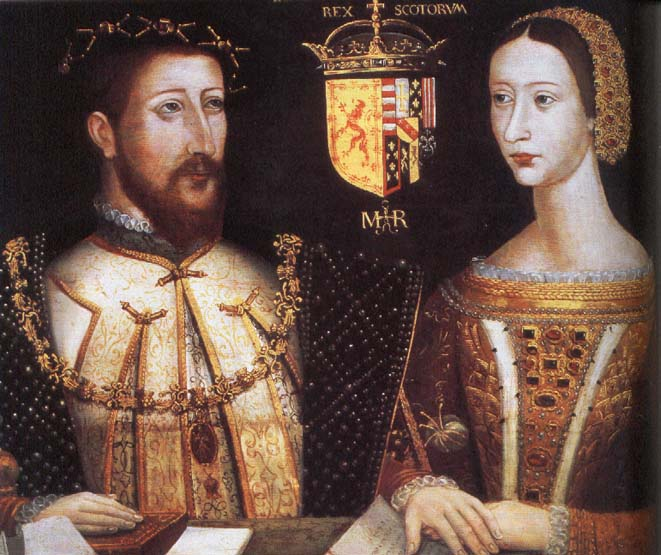
Jakub V. a Marie de Guise

## Manželství s Marií de Guise
S Marií de Guise se setkal na své svatbě s Magdalenou z Valois, kam byla pozvaná jako host. V té době byla ještě vdaná za Ludvíka Orleánského, vévodu z Longueville, kterému porodila dva syny. Po svatbě v zastoupení v pařížském chrámu Notre-Dame v květnu 1538 se 10. června vydala na cestu do Skotska, přičemž musela opustit svého syna Františka. Několik dní po Mariině příjezdu se konala svatba ještě jednou, tentokrát se jí ale zúčastnil Jakub osobně, a 22. února 1540 byla Marie v Holyroodském opatství v Edinburghu korunovaná skotskou královnou. Už o tři měsíce později, 22. května 1540, manželovi v St. Andrews porodila prvního syna Jakuba a o necelý rok později, 24. dubna 1541, se narodil i Jakubův druhý syn Robert, vévoda z Albany. Malý Robert však k velkému zármutku svých rodičů o dva dny později zemřel, a zanedlouho v Holyroodském paláci zemřel i následník trůnu Jakub.

## Smrt
Po smrti svých synů upadl Jakub do depresí, a jeho psychickému stavu nepomohlo ani to, že se v zemi znovu začala vynořovat otázka, co se stane s trůnem, pokud Jakub zemře bezdětný. Nárok na trůn si dělali jak četní příbuzní z rodu Stuartovců, tak i sám anglický král Jindřich VIII. Tudor (přes svou sestru Markétu, Jakubovu matku). Jindřich VIII. také vyvíjel stále větší tlak na Jakuba, aby se vzdal katolického náboženství a přijal protestantství, ale jeho manželka Marie de Guise, která byla vychovávána v přísné katolické víře, něco takového rázně odmítala. Jindřich se proto neváhal spojit s Jakubovými nepřáteli (Archibaldem Douglasem, 6. hrabětem z Angusu a jeho rodinou), což vedlo k použití vojenské síly. Jakub porazil Jindřichovo a Angusovo vojsko u hranic poblíž města Kelso, ale nakonec byl 25. listopadu 1542 Angličany poražen v bitvě u Solway Moss.
Porážka a spory kolem následníka trůnu ho zlomily a údajně se nervově zhroutil. Ještě naposledy navštívil svou manželku, která byla ve vysokém stupni těhotenství, v paláci Linlithgow, a sám se uchýlil do Falklandského paláce. Tam se dozvěděl i o narození své dcery Marie, ale tou dobou byl již vážně nemocný. Oslabený král se nakazil buďto cholerou nebo břišním tyfem, trpěl krvavým průjmem a vysokými horečkami, jimž o několik dní později, ve věku třiceti let, podlehl. Byl pochován v Holyroodském opatství vedle své první manželky Magdaleny z Valois a svých dvou synů Jakuba a Roberta.

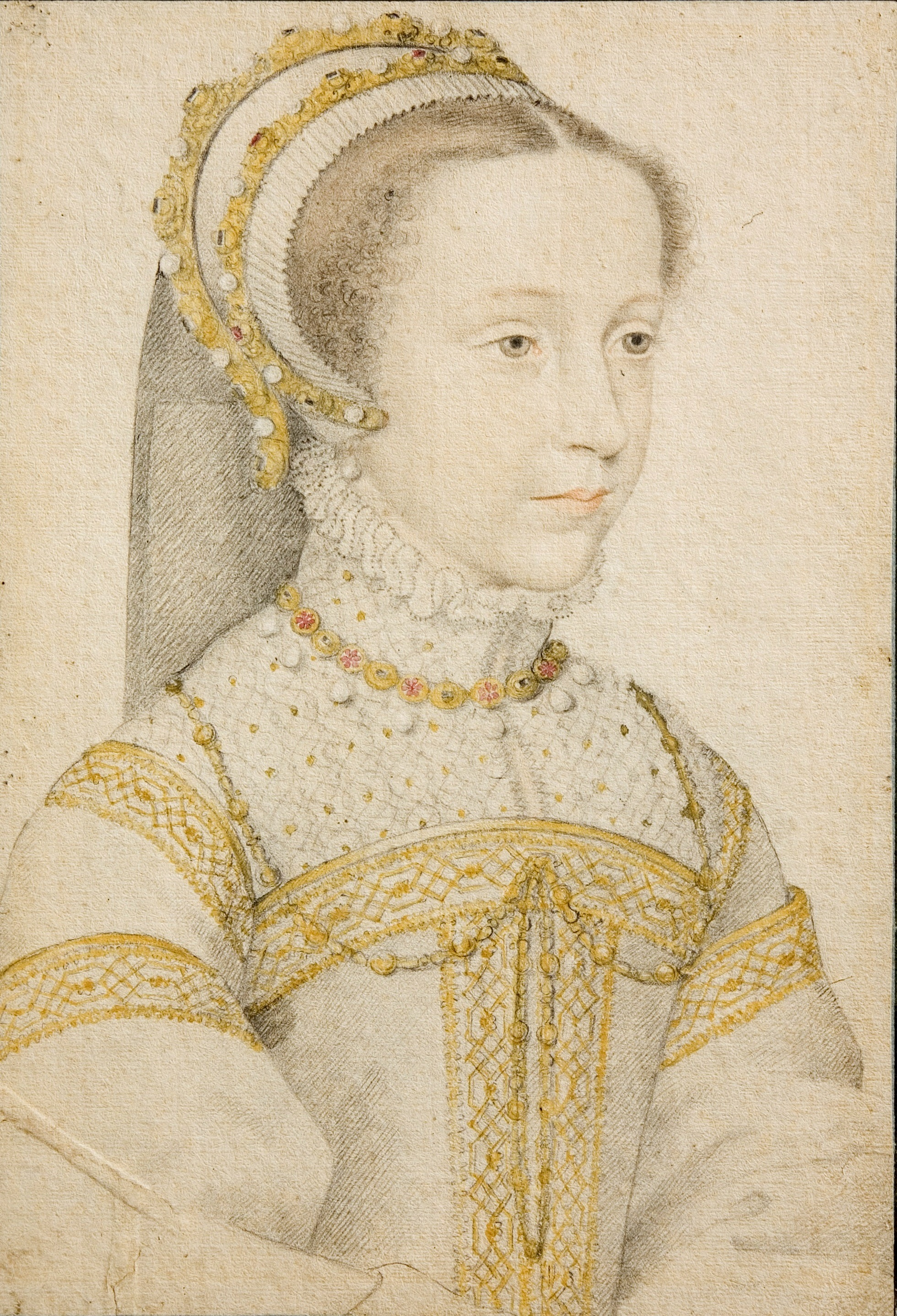
Marie Stuartovna ve 13 letech

## Zajímavosti
Před smrtí Jakub V. údajně prohlásil: „Dívkou to začalo a dívkou to skončí.“ („it came wi a lass, it'll gang wi a lass“). Tím myslel, jak se dynastie Stuartovců dostala na trůn díky Marjorii, dceři Roberta Bruce. Jeho slova se nakonec vyplnila, ale ne v osobě Jakubovy dcery Marie, ale pra-pra-pravnučky Anny, která byla královnou Anglie, Skotska a Irska a posledním panovníkem z rodu Stuartovců.
Podle legendy král Jakub V. občas cestoval po Skotsku v přestrojení za prostého muže a někdy prý dokonce sváděl ženy. Pokud by to byla pravda, mnoho lidí by ho však pravděpodobně poznalo podle charakteristických zrzavých vlasů.
Jakub V. měl ve velké oblibě červené oblečení. Během slavností v Paříži roku 1537 tím rozčílil místní církevní hodnostáře, kteří měli jako jediní právo nosit tuto barvu při procesí. Zaznamenali, že neuměl ani slovo francouzsky.

## Vývod z předků
|                  |                     |  |            |                                         |  |  |  |  |  |  |  | Jakub I. Skotský |
|                  |                     |  |            |                                         |  |  |  |  |  |  |  |                  |
|                  | Jakub II. Skotský   |  |            |                                         |  |  |  |  |  |  |  |                  |
|                  |                     |  |            |                                         |  |  |  |  |  |  |  |                  |
|                  |                     |  |            | Johana Beaufortová                      |  |  |  |  |  |  |  |                  |
|                  |                     |  |            |                                         |  |  |  |  |  |  |  |                  |
|                  | Jakub III. Skotský  |  |            |                                         |  |  |  |  |  |  |  |                  |
|                  |                     |  |            |                                         |  |  |  |  |  |  |  |                  |
|                  |                     |  |            | Kristián I. Dánský                      |  |  |  |  |  |  |  |                  |
|                  |                     |  |            |                                         |  |  |  |  |  |  |  |                  |
|                  | Marie z Guelders    |  |            |                                         |  |  |  |  |  |  |  |                  |
|                  |                     |  |            |                                         |  |  |  |  |  |  |  |                  |
|                  |                     |  |            | Dorotea Braniborská                     |  |  |  |  |  |  |  |                  |
|                  |                     |  |            |                                         |  |  |  |  |  |  |  |                  |
|                  | Jakub IV. Skotský   |  |            |                                         |  |  |  |  |  |  |  |                  |
|                  |                     |  |            |                                         |  |  |  |  |  |  |  |                  |
|                  |                     |  |            | Dětřich Oldenburský                     |  |  |  |  |  |  |  |                  |
|                  |                     |  |            |                                         |  |  |  |  |  |  |  |                  |
|                  | Kristián I. Dánský  |  |            |                                         |  |  |  |  |  |  |  |                  |
|                  |                     |  |            |                                         |  |  |  |  |  |  |  |                  |
|                  |                     |  |            | Helvig Holštýnsko-Rendsburská           |  |  |  |  |  |  |  |                  |
|                  |                     |  |            |                                         |  |  |  |  |  |  |  |                  |
|                  | Markéta Dánská      |  |            |                                         |  |  |  |  |  |  |  |                  |
|                  |                     |  |            |                                         |  |  |  |  |  |  |  |                  |
|                  |                     |  |            | Jan Braniborsko-Kulmbašský              |  |  |  |  |  |  |  |                  |
|                  |                     |  |            |                                         |  |  |  |  |  |  |  |                  |
|                  | Dorotea Braniborská |  |            |                                         |  |  |  |  |  |  |  |                  |
|                  |                     |  |            |                                         |  |  |  |  |  |  |  |                  |
|                  |                     |  |            | Barbara Sasko-Wittenberská              |  |  |  |  |  |  |  |                  |
|                  |                     |  |            |                                         |  |  |  |  |  |  |  |                  |
| Jakub V. Skotský |                     |  |            |                                         |  |  |  |  |  |  |  |                  |
|                  |                     |  |            |                                         |  |  |  |  |  |  |  |                  |
|                  |                     |  | Owen Tudor |                                         |  |  |  |  |  |  |  |                  |
|                  |                     |  |            |                                         |  |  |  |  |  |  |  |                  |
|                  | Edmund Tudor        |  |            |                                         |  |  |  |  |  |  |  |                  |
|                  |                     |  |            |                                         |  |  |  |  |  |  |  |                  |
|                  |                     |  |            | Kateřina z Valois                       |  |  |  |  |  |  |  |                  |
|                  |                     |  |            |                                         |  |  |  |  |  |  |  |                  |
|                  | Jindřich VII. Tudor |  |            |                                         |  |  |  |  |  |  |  |                  |
|                  |                     |  |            |                                         |  |  |  |  |  |  |  |                  |
|                  |                     |  |            | Jan Beaufort, 1. vévoda ze Somersetu    |  |  |  |  |  |  |  |                  |
|                  |                     |  |            |                                         |  |  |  |  |  |  |  |                  |
|                  | Markéta Beaufortová |  |            |                                         |  |  |  |  |  |  |  |                  |
|                  |                     |  |            |                                         |  |  |  |  |  |  |  |                  |
|                  |                     |  |            | Markéta Beauchampová z Bletso           |  |  |  |  |  |  |  |                  |
|                  |                     |  |            |                                         |  |  |  |  |  |  |  |                  |
|                  | Markéta Tudorovna   |  |            |                                         |  |  |  |  |  |  |  |                  |
|                  |                     |  |            |                                         |  |  |  |  |  |  |  |                  |
|                  |                     |  |            | Richard Plantagenet (3. vévoda z Yorku) |  |  |  |  |  |  |  |                  |
|                  |                     |  |            |                                         |  |  |  |  |  |  |  |                  |
|                  | Eduard IV.          |  |            |                                         |  |  |  |  |  |  |  |                  |
|                  |                     |  |            |                                         |  |  |  |  |  |  |  |                  |
|                  |                     |  |            | Cecílie Nevillová                       |  |  |  |  |  |  |  |                  |
|                  |                     |  |            |                                         |  |  |  |  |  |  |  |                  |
|                  | Alžběta z Yorku     |  |            |                                         |  |  |  |  |  |  |  |                  |
|                  |                     |  |            |                                         |  |  |  |  |  |  |  |                  |
|                  |                     |  |            | Richard Woodville                       |  |  |  |  |  |  |  |                  |
|                  |                     |  |            |                                         |  |  |  |  |  |  |  |                  |
|                  | Alžběta Woodvillová |  |            |                                         |  |  |  |  |  |  |  |                  |
|                  |                     |  |            |                                         |  |  |  |  |  |  |  |                  |
|                  |                     |  |            | Jacquetta Lucemburská                   |  |  |  |  |  |  |  |                  |
|                  |                     |  |            |                                         |  |  |  |  |  |  |  |                  |